# Ivan 3. af Moskva
Ivan 3. af Rusland (russisk: Иван III Васильевич, tr. Ivan III Vasilevitj; også kendt som Ivan den Store; født 22. januar 1440 i Moskva, død 27. oktober 1505 samme sted) var storfyrste af Storfyrstedømmet Moskva. Ivan var den første, der tog den mere prætentiøse titel "Storfyrste over alle russere". Sommetider refereret til som "samleren af alle russere". Han firedoblede statens territorium, udråbte Moskva som Det Tredje Rom og byggede Moskvas kreml. Han er den længstregerende russiske monark.
Han indførte titlen "tsar" og den tohovedede ørn i Ruslands rigsvåben. Begge dele skyldtes byzantinsk påvirkning gennem ægteskabet med Zoí Palaiologína (byzantinsk græsk: Ζωή Παλαιολογίνα), der senere ændrede sit navn til Sophia Palaiologina. De giftede sig i 1472.
Ivan 3. udstedte i 1497 lovbogen Sudebnik, der dannede grundlag for en ensartet administration i det fremvoksende russiske rige.